# Sylvano Bussotti
Silvano Bussotti, conhecido como Sylvano (Florença, 1 de outubro de 1931 — Milão, 19 de setembro de 2021), foi um compositor italiano contemporâneo, cujo trabalho tem uma notação incomum.